# Lara Stock
Lara Antonia Sofie Stock (née le 26 mai 1992 à Freiburg-en-Brisgau, en Allemagne) est une joueuse d'échecs germano-croate.

## Parcours lors des compétitions jeunes sous le drapeau croate

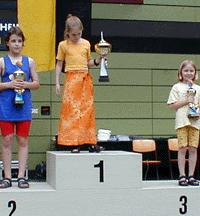
Lara Stock (à droite), à la cérémonie de remise des prix 2000 à Überlingen. Judith Fuchs est première.

Lara Stock, dont la mère est croate, vit à Freibourg. Son grand-père est Friedrich A. Stock, ancien vice-président et membre honoraire de la Fédération allemande des échecs. En raison d'un différend entre son père et la Deutsche Schachjugend, l'association chargée d'organiser les championnats entre jeunes et de développer le jeu d'échecs en Allemagne, elle joue pour la Croatie lors des championnats du monde et d'Europe de la jeunesse. Elle est formée par Philipp Schlosser et le Croate Ognjen Cvitan.
Lara Stock termine troisième, sur le podium lors du championnat allemand dans la catégorie des filles de moins de 10 ans qui se déroule à Überlingen. En 2002, elle devient championne du monde dans la catégorie des filles de moins de 10 ans à Héraklion devant Mitra Hejazipour et Jovana Vojinović. Deux ans plus tard, elle remporte le championnat d'Europe jeunes dans la catégorie des filles de moins de 12 ans qui se joue à Ürgüp, en Turquie.

## Parcours en clubs
Lara Stock est inscrite en Bundesliga féminine lors de la saison 2002/0303 au club de Baden-Oos, mais elle n'est pas utilisée lors du championnat. Elle joue pour la première fois en Première Bundesliga féminine pour le club de SK Chaos Mannheim de 2003 à 2005. Elle joue ensuite pour celui de Hambourg lors de la saison 2006/2007. 
Lara Stock est membre du club SC Emmendingen 1937 e. V. Elle a joué pour la dernière fois à Freiburg en 2008 et ne joue plus pour l'instant. 

## Parcours avec la sélection nationale croate
Avec l'équipe féminine croate, Lara Stock participe à l'olympiade d'échecs de 2006 à Turin, en Italie. Elle joue au deuxième échiquier et termine avec un score personnel de 5 victoires, 5 matchs nuls et 2 défaites. 

## Titres internationaux
Lara Stock réalise des normes de maître international féminin en juillet 2005 au Festival international d'échecs de Bienne, puis en janvier 2006 au tournoi de maître internationaux Caïssa à Kecskemét, en Hongrie, et en mai 2006 lors du 8e open de Dubaï. En 2006, la FIDE lui décerne officiellement le titre de maître international féminin (MIF).
Depuis novembre 2008, elle détient le titre de Grand Maître international féminin (GMF). Les deux premières normes sont celles obtenues pour le titre de maître international féminin à Biel et à Dubaï, la troisième est obtenue lors du Festival international de Trieste, en Italie, en septembre 2007.